# Nhiệt độ

## Tác động
Nhiều quá trình vật lý liên quan đến nhiệt độ, chẳng hạn như:
- Các tính chất vật lý của vật chất bao gồm pha (rắn, lỏng, khí hoặc plasma), tỷ trọng, độ hòa tan, áp suất hơi, độ dẫn điện.
- Tốc độ và mức độ xảy ra các phản ứng hóa học.[1]
- Số lượng và tính chất của bức xạ nhiệt phát ra từ bề mặt của một vật thể.
- Tốc độ âm thanh là một hàm của căn bậc hai của nhiệt độ tuyệt đối.[2]

## Thang đo
Các thang đo nhiệt độ khác nhau theo hai cách: điểm được chọn là 0 độ và độ lớn của các đơn vị hoặc độ tăng dần trên thang đo.

### Các loại thang đo thường được sử dụng
Thang độ C (°C) được sử dụng để đo nhiệt độ phổ biến ở hầu hết các nước trên thế giới. Đó là một thang đo thực nghiệm được phát triển bởi một tiến bộ lịch sử, dẫn đến điểm 0 °C của nó được xác định theo điểm đóng băng của nước và các độ bổ sung được xác định sao cho 100 °C là điểm sôi của nước ở áp suất khí quyển tại mực nước biển. Vì khoảng cách 100 độ này, nó được gọi là thang độ bách phân. Kể từ khi tiêu chuẩn hóa kelvin trong Hệ thống đơn vị quốc tế, sau đó nó đã được xác định lại theo các điểm cố định tương đương trên thang Kelvin, và do đó nhiệt độ tăng một độ C giống như tăng một độ kelvin, mặc dù chúng khác nhau bởi một hiệu số xấp xỉ 273,15.
Hoa Kỳ thường sử dụng thang đo Fahrenheit, trên đó nước đóng băng ở 32 °F và sôi ở 212 °F ở áp suất khí quyển mực nước biển.)

### Độ không tuyệt đối
Ở nhiệt độ không tuyệt đối, không thể rút được bất kỳ năng lượng nào nữa khỏi vật chất dưới dạng nhiệt, một thực tế được thể hiện trong định luật thứ ba của nhiệt động lực học. Ở nhiệt độ này, vật chất không chứa nhiệt năng vĩ mô, nhưng vẫn có năng lượng điểm không cơ lượng tử như nguyên lý bất định đã dự đoán. Điều này không đi vào định nghĩa của nhiệt độ tuyệt đối. Về mặt thực nghiệm, độ không tuyệt đối chỉ có thể được tiếp cận rất gần, nhưng không bao giờ có thể đạt được trên thực tế. Nếu có thể làm nguội một hệ thống đến độ không tuyệt đối, tất cả chuyển động cổ điển của các hạt của nó sẽ ngừng lại và chúng sẽ hoàn toàn nghỉ ngơi theo nghĩa cổ điển này. Độ không tuyệt đối, được định nghĩa là 0 K, xấp xỉ bằng  -273.15°C, hoặc -459.67°F

### Thang đo tuyệt đối
Đề cập đến hằng số Boltzmann, đến phân bố Maxwell – Boltzmann, và định nghĩa cơ học thống kê Boltzmann về entropy, khác với định nghĩa Gibbs, cho các hạt vi mô chuyển động độc lập, không tính đến thế năng giữa các hạt, theo thỏa thuận quốc tế, nhiệt độ thang đo được xác định và được cho là tuyệt đối vì nó không phụ thuộc vào các đặc tính của các chất và cơ chế nhiệt kế cụ thể. Ngoài độ không tuyệt đối, nó không có nhiệt độ tham chiếu. Nó được gọi là thang đo Kelvin, được sử dụng rộng rãi trong khoa học và công nghệ. Kelvin (từ được viết bằng chữ thường k) là đơn vị nhiệt độ trong Hệ đơn vị quốc tế (SI). Nhiệt độ của một vật ở trạng thái cân bằng nhiệt động học luôn luôn dương, so với độ không tuyệt đối.
Bên cạnh thang đo Kelvin đã được quốc tế thống nhất, còn có một thang đo nhiệt độ nhiệt động lực học, do Kelvin phát minh, cũng với số 0 của nó ở nhiệt độ không tuyệt đối, nhưng liên quan trực tiếp đến các khái niệm nhiệt động lực học vĩ mô thuần túy, bao gồm entropy vĩ mô, mặc dù về mặt kính hiển vi có thể coi là định nghĩa cơ học thống kê Gibbs về entropy cho tập hợp chính tắc, có tính đến thế năng giữa các hạt, cũng như chuyển động của các hạt độc lập, để nó có thể tính đến các phép đo nhiệt độ gần độ không tuyệt đối. Thang đo này có nhiệt độ chuẩn tại điểm ba trạng thái của nước, giá trị số của nhiệt độ này được xác định bằng các phép đo sử dụng thang đo Kelvin đã được quốc tế thống nhất nói trên.

### Thang Kelvin quốc tế
Nhiều phép đo khoa học sử dụng thang nhiệt độ Kelvin (ký hiệu đơn vị: K), được đặt tên để vinh danh nhà vật lý đầu tiên đã định nghĩa nó. Đây là một thang đo tuyệt đối. Điểm 0 bằng số của nó, 0 K, ở nhiệt độ không tuyệt đối. Kể từ tháng 5 năm 2019, mức độ của nó đã được xác định thông qua lý thuyết động học hạt và cơ học thống kê. Trong Hệ đơn vị quốc tế (SI), độ lớn của kelvin được xác định thông qua các phép đo thực nghiệm khác nhau về năng lượng động học trung bình của các hạt vi mô. Nó được đánh giá bằng số theo hằng số Boltzmann, giá trị của hằng số này được xác định là cố định theo quy ước quốc tế.

### Thang đo nhiệt độ cơ học thống kêso vớinhiệt độ động lực học
Kể từ tháng 5 năm 2019, độ lớn của kelvin được xác định liên quan đến các hiện tượng vi mô, được đặc trưng theo cơ học thống kê. Trước đó, kể từ năm 1954, Hệ thống Đơn vị Quốc tế đã xác định thang đo và đơn vị cho kelvin là nhiệt độ nhiệt động lực học, bằng cách sử dụng nhiệt độ tái lập đáng tin cậy của điểm ba của nước làm điểm chuẩn thứ hai, điểm chuẩn đầu tiên là 0 K ở độ không tuyệt đối.
Trong lịch sử, nhiệt độ ba điểm của nước được xác định bằng 273,16 đơn vị của gia số đo. Ngày nay nó là một đại lượng được đo lường theo kinh nghiệm. Điểm đóng băng của nước ở áp suất khí quyển mực nước biển xảy ra ở khoảng 273.15°C = 0 °C

## Phân loại thang đo
Có nhiều loại thang đo nhiệt độ. Có thể thuận tiện khi phân loại chúng theo kinh nghiệm và lý thuyết. Các thang đo nhiệt độ theo kinh nghiệm có lịch sử lâu đời hơn, trong khi các thang đo dựa trên lý thuyết đã xuất hiện vào giữa thế kỷ XIX.

### Thang đo thực nghiệm
Thang đo nhiệt độ theo kinh nghiệm dựa trực tiếp vào các phép đo các đặc tính vật lý vĩ mô đơn giản của vật liệu. Ví dụ, chiều dài của một cột thủy ngân, được giới hạn trong ống mao dẫn có thành thủy tinh, phụ thuộc phần lớn vào nhiệt độ, và là cơ sở của nhiệt kế thủy ngân trong thủy tinh rất hữu ích. Các thang đo như vậy chỉ có giá trị trong phạm vi nhiệt độ thuận tiện. Ví dụ, trên nhiệt độ sôi của thủy ngân, nhiệt kế thủy ngân trong thủy tinh là không thể thực hiện được. Hầu hết các vật liệu nở ra khi nhiệt độ tăng, nhưng một số vật liệu, chẳng hạn như nước, co lại khi nhiệt độ tăng trong một số phạm vi cụ thể, và sau đó chúng hầu như không hữu ích như vật liệu đo nhiệt. Một vật liệu không được sử dụng làm nhiệt kế ở gần một trong những nhiệt độ thay đổi pha, ví dụ như điểm sôi của nó.
Bất chấp những hạn chế này, hầu hết các nhiệt kế thực tế thường được sử dụng là loại dựa trên kinh nghiệm. Đặc biệt, nó được sử dụng để đo nhiệt lượng, góp phần to lớn vào việc khám phá ra nhiệt động lực học. Tuy nhiên, nhiệt kế thực nghiệm có những hạn chế nghiêm trọng khi được coi là cơ sở cho vật lý lý thuyết. Nhiệt kế dựa trên thực nghiệm, ngoài cơ sở là phép đo trực tiếp đơn giản về các đặc tính vật lý thông thường của vật liệu nhiệt, có thể được hiệu chuẩn lại, bằng cách sử dụng lý luận vật lý lý thuyết, và điều này có thể mở rộng phạm vi đầy đủ của chúng.

### Thang đo lý thuyết
Các thang đo nhiệt độ dựa trên lý thuyết dựa trực tiếp vào các lập luận lý thuyết, đặc biệt là các lý thuyết động học và nhiệt động lực học. Chúng ít nhiều được hiện thực hóa một cách lý tưởng trong các thiết bị và vật liệu thực tế khả thi. Các thang đo nhiệt độ dựa trên lý thuyết được sử dụng để cung cấp các tiêu chuẩn hiệu chuẩn cho các nhiệt kế dựa trên kinh nghiệm thực tế.

#### Quy mô cơ học thống kê vi mô
Trong vật lý, thang đo nhiệt độ thông thường được quốc tế đồng ý được gọi là thang Kelvin. Nó được hiệu chuẩn thông qua giá trị được quốc tế đồng ý và quy định của hằng số Boltzmann, đề cập đến chuyển động của các hạt cực nhỏ, chẳng hạn như nguyên tử, phân tử và electron, thành phần trong cơ thể có nhiệt độ cần đo. Ngược lại với thang nhiệt độ nhiệt động lực học do Kelvin phát minh, nhiệt độ Kelvin thông thường hiện nay không được xác định thông qua việc so sánh với nhiệt độ của trạng thái chuẩn của vật chuẩn, cũng như nhiệt động lực học vĩ mô.
Ngoài nhiệt độ không tuyệt đối, nhiệt độ Kelvin của một vật thể ở trạng thái cân bằng nhiệt động lực học bên trong được xác định bằng các phép đo về các tính chất vật lý được lựa chọn phù hợp của nó, chẳng hạn như đã biết chính xác lý thuyết giải thích về hằng số Boltzmann. Hằng số đó đề cập đến các loại chuyển động được chọn của các hạt cực nhỏ trong cấu tạo của cơ thể. Trong các loại chuyển động đó, các hạt chuyển động riêng lẻ, không có sự tương tác lẫn nhau. Các chuyển động như vậy thường bị gián đoạn do va chạm giữa các hạt, nhưng đối với phép đo nhiệt độ, các chuyển động được chọn sao cho giữa các va chạm, các đoạn không tương tác của quỹ đạo của chúng được biết là có thể đo được chính xác. Vì mục đích này, thế năng giữa các hạt bị bỏ qua.
Trong khí lý tưởng, và trong các vật thể hiểu theo lý thuyết khác, nhiệt độ Kelvin được định nghĩa là tỷ lệ thuận với động năng trung bình của các hạt vi mô chuyển động không tương tác, có thể được đo bằng các kỹ thuật thích hợp. Hằng số tỷ lệ là bội số đơn giản của hằng số Boltzmann. Nếu các phân tử, nguyên tử hoặc điện tử, được phát ra từ một vật liệu và vận tốc của chúng được đo, thì phổ vận tốc của chúng thường gần như tuân theo một định luật lý thuyết được gọi là phân bố Maxwell – Boltzmann, một phép đo có cơ sở. nhiệt độ mà luật áp dụng. Vẫn chưa có thí nghiệm thành công nào thuộc loại tương tự sử dụng trực tiếp phân bố Fermi – Dirac để đo nhiệt, nhưng có lẽ điều đó sẽ đạt được trong tương lai.
Tốc độ âm thanh trong chất khí có thể được tính theo lý thuyết từ đặc điểm phân tử của chất khí, từ nhiệt độ và áp suất của nó, và từ giá trị của hằng số Boltzmann. Đối với một chất khí có đặc tính phân tử và áp suất đã biết, điều này cung cấp mối quan hệ giữa nhiệt độ và hằng số Boltzmann. Những đại lượng đó có thể được biết hoặc đo lường chính xác hơn những biến nhiệt động lực học có thể xác định trạng thái của một mẫu nước tại điểm ba của nó. Do đó, lấy giá trị của hằng số Boltzmann làm tham chiếu chủ yếu được xác định của giá trị được xác định chính xác, phép đo tốc độ âm thanh có thể cung cấp một phép đo chính xác hơn về nhiệt độ của chất khí.
Phép đo phổ bức xạ điện từ từ vật đen ba chiều lý tưởng có thể cung cấp phép đo nhiệt độ chính xác vì tần số bức xạ phổ cực đại của bức xạ vật đen tỷ lệ thuận với nhiệt độ của vật đen; đây được gọi là định luật dịch chuyển Wien và có giải thích lý thuyết trong định luật Planck và định luật Bose – Einstein.
Phép đo phổ công suất nhiễu do một điện trở điện tạo ra cũng có thể cung cấp phép đo nhiệt độ chính xác. Điện trở có hai đầu cuối và thực chất là phần thân một chiều. Định luật Bose-Einstein cho trường hợp này chỉ ra rằng công suất nhiễu tỷ lệ thuận với nhiệt độ của điện trở và giá trị của điện trở và độ rộng dải nhiễu. Trong một dải tần nhất định, công suất nhiễu có đóng góp bằng nhau từ mọi tần số và được gọi là nhiễu Johnson. Nếu biết giá trị của điện trở thì nhiệt độ có thể được tìm thấy.

#### Thang đo nhiệt động lực học vĩ mô
Về mặt lịch sử, cho đến tháng 5 năm 2019, định nghĩa về thang đo Kelvin được Kelvin phát minh ra, dựa trên tỷ lệ năng lượng trong các quá trình trong động cơ Carnot lý tưởng, hoàn toàn là về mặt nhiệt động lực học vĩ mô. Động cơ Carnot đó hoạt động giữa hai nhiệt độ, nhiệt độ của cơ thể có nhiệt độ cần đo và một tham chiếu, của cơ thể ở nhiệt độ của điểm ba của nước. Sau đó, nhiệt độ chuẩn, nhiệt độ của điểm ba, được xác định là chính xác 27316 K Kể từ tháng 5 năm 2019, giá trị đó không được cố định theo định nghĩa, mà được đo lường thông qua các hiện tượng vi mô, liên quan đến hằng số Boltzmann, như đã mô tả ở trên. Định nghĩa cơ học thống kê vi mô không có nhiệt độ tham chiếu.

#### Khí lý tưởng
Vật liệu có thể dựa trên thang nhiệt độ xác định vĩ mô là khí lý tưởng. Áp suất do một thể tích và khối lượng cố định của khí lý tưởng tác dụng tỷ lệ thuận với nhiệt độ của nó. Một số khí tự nhiên thể hiện các đặc tính gần như lý tưởng trong phạm vi nhiệt độ thích hợp nên chúng có thể được sử dụng để đo nhiệt; điều này rất quan trọng trong quá trình phát triển của nhiệt động lực học và ngày nay vẫn có tầm quan trọng thực tế. Tuy nhiên, nhiệt kế khí lý tưởng không hoàn hảo về mặt lý thuyết cho nhiệt động lực học. Điều này là do entropi của khí lý tưởng ở nhiệt độ không tuyệt đối của nó không phải là một đại lượng bán xác định dương, điều này làm cho chất khí vi phạm định luật thứ ba của nhiệt động lực học. Trái ngược với vật liệu thực, khí lý tưởng không hóa lỏng hoặc đông đặc, cho dù nó có lạnh đến đâu. Theo cách khác, định luật khí lý tưởng, đề cập đến giới hạn của nhiệt độ cao vô hạn và áp suất bằng không; những điều kiện này đảm bảo chuyển động không tương tác của các phân tử cấu thành.

## Cách tiếp cận lý thuyết động học
Độ lớn của kelvin hiện được xác định theo lý thuyết động học, suy ra từ giá trị của hằng số Boltzmann.
Lý thuyết động học cung cấp một cái nhìn vi mô về nhiệt độ cho một số vật chất, đặc biệt là chất khí, dựa trên hệ thống vĩ mô 'được cấu tạo bởi nhiều hạt cực nhỏ, chẳng hạn như phân tử và ion của nhiều loài khác nhau, các hạt của một loài đều giống nhau. Nó giải thích các hiện tượng vĩ mô thông qua cơ học cổ điển của các hạt vi mô. Định lý trang bị của lý thuyết động năng khẳng định rằng mỗi bậc tự do cổ điển của một hạt chuyển động tự do có động năng trung bình là kBT/2 trong đó kB hằng số Boltzmann. Chuyển động tịnh tiến của hạt có ba bậc tự do, do đó, ngoại trừ ở nhiệt độ rất thấp nơi hiệu ứng lượng tử chiếm ưu thế, động năng tịnh tiến trung bình của hạt chuyển động tự do trong hệ có nhiệt độ T sẽ là 3kBT/2.
Các phân tử, chẳng hạn như oxy (O2), có nhiều bậc tự do hơn các nguyên tử hình cầu đơn lẻ: chúng trải qua các chuyển động quay và dao động cũng như chuyển động tịnh tiến. Đun nóng làm tăng nhiệt độ do động năng tịnh tiến trung bình của các phân tử tăng lên. Hệ thống sưởi cũng sẽ khiến năng lượng liên quan đến các chế độ dao động và quay tăng lên thông qua phân vùng trang bị. Do đó, một chất khí diatomic sẽ cần nhiều năng lượng đầu vào hơn để tăng nhiệt độ của nó lên một lượng nhất định, tức là nó sẽ có nhiệt dung lớn hơn một chất khí đơn nguyên.
Như đã nói ở trên, tốc độ âm thanh trong chất khí có thể được tính từ đặc điểm phân tử của chất khí, từ nhiệt độ và áp suất của nó, và từ giá trị của hằng số Boltzmann. Lấy giá trị của hằng số Boltzmann làm tham chiếu chủ yếu được xác định của giá trị được xác định chính xác, phép đo tốc độ âm thanh có thể cung cấp một phép đo chính xác hơn về nhiệt độ của chất khí.
Có thể đo động năng trung bình của các hạt vi mô cấu thành nếu chúng được phép thoát ra khỏi khối lượng lớn của hệ, qua một lỗ nhỏ trên thành chứa. Phổ của vận tốc phải được đo và tính trung bình từ đó. Không nhất thiết trường hợp các hạt thoát ra và được đo có phân bố vận tốc giống như các hạt còn lại trong hệ thống, nhưng đôi khi có thể có một mẫu tốt.

## Cách tiếp cận nhiệt động lực học
Nhiệt độ là một trong những đại lượng chính trong nghiên cứu nhiệt động lực học. Trước đây, độ lớn của kelvin được định nghĩa theo thuật ngữ nhiệt động lực học, nhưng ngày nay, như đã đề cập ở trên, nó được định nghĩa theo lý thuyết động học.
Nhiệt độ nhiệt động lực học được cho là tuyệt đối vì hai lý do. Một là đặc tính hình thức của nó độc lập với các đặc tính của vật liệu cụ thể. Lý do khác là số 0 của nó, theo một nghĩa nào đó, là tuyệt đối, ở chỗ nó biểu thị sự vắng mặt của chuyển động cổ điển vi mô của các hạt cấu thành của vật chất, do đó chúng có nhiệt lượng riêng giới hạn bằng 0 đối với nhiệt độ không, theo định luật thứ ba của nhiệt động lực học. Tuy nhiên, nhiệt độ nhiệt động học trên thực tế có một giá trị số xác định đã được lựa chọn tùy ý theo truyền thống và phụ thuộc vào tính chất của một vật liệu cụ thể; nó chỉ đơn giản là ít tùy ý hơn các thang "độ" tương đối như độ C và độ F. Là một thang đo tuyệt đối với một điểm cố định (không), chỉ có một bậc tự do còn lại cho sự lựa chọn tùy ý, thay vì hai bậc như trong thang tương đối. Đối với thang đo Kelvin kể từ tháng 5 năm 2019, theo quy ước quốc tế, lựa chọn đã được thực hiện để sử dụng kiến thức về các phương thức hoạt động của các thiết bị đo nhiệt khác nhau, dựa trên các lý thuyết động học vi mô về chuyển động phân tử. Thang số được giải quyết bằng một định nghĩa thông thường về giá trị của hằng số Boltzmann, liên hệ giữa nhiệt độ vĩ mô với động năng vi mô trung bình của các hạt như phân tử. Giá trị số của nó là tùy ý và tồn tại một thang nhiệt độ tuyệt đối thay thế, ít được sử dụng rộng rãi hơn được gọi là thang Rankine, được tạo ra để phù hợp với thang Fahrenheit vì Kelvin là độ C.

Định nghĩa nhiệt động lực học của nhiệt độ là do Kelvin. Nó được đóng khung dưới dạng một thiết bị lý tưởng hóa được gọi là động cơ Carnot, được tưởng tượng là chạy trong một chu kỳ liên tục giả tưởng của các quá trình liên tiếp đi qua một chu kỳ các trạng thái của cơ thể hoạt động của nó. Động cơ nhận một lượng nhiệt Q1 từ bình nóng và truyền nhiệt lượng nhỏ hơn Q2 cho bình lạnh. Sự khác biệt về năng lượng được chuyển, khi nhiệt động lực học, đến một bình chứa làm việc, và được coi là sản lượng của động cơ. Chu kỳ được tưởng tượng là chạy chậm đến mức tại mỗi điểm của chu kỳ, cơ thể làm việc ở trạng thái cân bằng nhiệt động lực học. Do đó, các quá trình liên tiếp mà chu kỳ được hình dung là chạy thuận nghịch mà không tạo ra entropi. Khi đó lượng entropi lấy vào từ bình nóng khi cơ thể làm việc được đốt nóng bằng lượng được truyền vào bình lạnh khi cơ thể làm việc được làm lạnh. Sau đó, nhiệt độ tuyệt đối hoặc nhiệt động lực học, T1 và T2, của các bể chứa được xác định sao cho 

| {\displaystyle {\frac {T_{1}}{T_{2}}}=-{\frac {Q_{1}}{Q_{2}}}.} | \| \| \| \| \| \| \| \| | (1) |
|                                                                 |                         |     |
|                                                                 |                         |     |
Định luật 0 của nhiệt động lực học cho phép định nghĩa này được sử dụng để đo nhiệt độ tuyệt đối hoặc nhiệt động lực học của một vật thể quan tâm tùy ý, bằng cách làm cho vật chứa nhiệt khác có cùng nhiệt độ với vật thể quan tâm.
Công trình ban đầu của Kelvin đưa ra giả thuyết về nhiệt độ tuyệt đối được xuất bản vào năm 1848. Nó được dựa trên công trình của Carnot, trước khi xây dựng định luật đầu tiên của nhiệt động lực học. Carnot không hiểu rõ về nhiệt, và không có khái niệm cụ thể về entropi. Ông viết về 'caloric', và nói rằng tất cả calo đi từ bể chứa nóng được chuyển vào bể chứa lạnh. Kelvin đã viết trong bài báo năm 1848 của mình rằng quy mô của ông là tuyệt đối theo nghĩa là nó được định nghĩa "độc lập với các thuộc tính của bất kỳ loại vật chất cụ thể nào". Ấn phẩm cuối cùng của ông, đưa ra định nghĩa vừa nêu, được in năm 1853, một bản sao của bài đọc của ông năm 1851.
Các chi tiết số đo trước đây được giải quyết bằng cách biến một trong những bể chứa nhiệt trở thành một ô ở điểm ba của nước, được xác định là có nhiệt độ tuyệt đối là 273,16 K. Ngày nay, thay vào đó, giá trị số được lấy từ phép đo thông qua thống kê vi mô của định nghĩa quốc tế cơ học như trên.

### Biến số chuyên sâu
Theo thuật ngữ nhiệt động lực học, nhiệt độ là một biến số chuyên sâu vì nó bằng hệ số vi phân của một biến bao quát đối với một biến rộng khác, đối với một vật nhất định. Do đó, nó có kích thước của một tỷ lệ của hai biến mở rộng. Trong nhiệt động lực học, hai vật thể thường được coi là kết nối với nhau bằng cách tiếp xúc với một bức tường chung, có một số tính chất thẩm thấu cụ thể. Độ thấm cụ thể như vậy có thể được coi là một biến chuyên sâu cụ thể. Một ví dụ là bức tường diathermic chỉ có thể thấm qua nhiệt; biến chuyên sâu cho trường hợp này là nhiệt độ. Khi hai cơ thể đã tiếp xúc trong một thời gian rất dài, và đã ổn định ở trạng thái ổn định vĩnh viễn, thì các biến chuyên sâu liên quan trong hai cơ thể là bằng nhau; đối với một bức tường hai lớp, phát biểu này đôi khi được gọi là định luật số 0 của nhiệt động lực học.

Đặc biệt, khi vật thể được mô tả bằng cách nêu nội năng của nó U, một biến mở rộng, như một hàm của entropy S của nó, cũng là một biến mở rộng, và các biến trạng thái khác V, N, với U = U (S, V, N), thì nhiệt độ bằng đạo hàm riêng của nội năng đối với entropy:

| {\displaystyle T=\left({\frac {\partial U}{\partial S}}\right)_{V,N}.} | \| \| \| \| \| \| \| \| | (2) |
|                                                                        |                         |     |
|                                                                        |                         |     |
Tương tự như vậy, khi vật thể được mô tả bằng cách nêu entropi S của nó như một hàm của nội năng U và các biến trạng thái khác V, N, với S = S (U, V, N), thì nghịch đảo của nhiệt độ bằng đạo hàm riêng của entropi đối với nội năng:

| {\displaystyle {\frac {1}{T}}=\left({\frac {\partial S}{\partial U}}\right)_{V,N}.} | \| \| \| \| \| \| \| \| | (3) |
|                                                                                     |                         |     |
|                                                                                     |                         |     |
Định nghĩa trên, phương trình (1), về nhiệt độ tuyệt đối là do Kelvin. Nó đề cập đến các hệ thống đóng cửa để chuyển vật chất, và đặc biệt chú trọng đến các quy trình thực nghiệm trực tiếp. Phần trình bày về nhiệt động lực học của Gibbs bắt đầu ở mức độ trừu tượng hơn và đề cập đến các hệ thống mở ra cho việc chuyển giao vật chất; trong sự phát triển này của nhiệt động lực học, các phương trình (2) và (3) ở trên thực sự là các định nghĩa thay thế cho nhiệt độ.

### Cân bằng nhiệt động lực học cục bộ
Các thiên thể trong thế giới thực thường không ở trạng thái cân bằng nhiệt động và không đồng nhất. Để nghiên cứu bằng các phương pháp nhiệt động lực học không thể đảo ngược cổ điển, một cơ thể thường được phân chia theo không gian và thời gian về mặt khái niệm thành các 'tế bào' có kích thước nhỏ. Nếu các điều kiện cân bằng nhiệt động lực học cổ điển đối với vật chất được đáp ứng gần đúng trong một 'ô' như vậy, thì nó là đồng nhất và tồn tại một nhiệt độ cho nó. Nếu điều này xảy ra với mọi 'tế bào' của cơ thể, thì trạng thái cân bằng nhiệt động cục bộ được cho là chiếm ưu thế trong toàn bộ cơ thể.
Chẳng hạn, nếu nói về biến mở rộng U, hoặc biến mở rộng S, thì nó có mật độ trên một đơn vị thể tích, hoặc đại lượng trên một đơn vị khối lượng của hệ thống, nhưng không có ý nghĩa gì khi nói về mật độ nhiệt độ trên một đơn vị thể tích hoặc đại lượng nhiệt độ trên một đơn vị khối lượng của hệ thống. Mặt khác, không có ý nghĩa gì khi nói về nội năng tại một điểm, trong khi khi cân bằng nhiệt động lực học cục bộ chiếm ưu thế, thì việc nói về nhiệt độ tại một điểm là hoàn toàn hợp lý. Do đó, nhiệt độ có thể thay đổi theo từng điểm trong một môi trường không ở trạng thái cân bằng nhiệt động toàn cục, nhưng trong đó có cân bằng nhiệt động cục bộ.
Do đó, khi trạng thái cân bằng nhiệt động cục bộ chiếm ưu thế trong một vật thể, nhiệt độ có thể được coi là một đặc tính cục bộ thay đổi theo không gian trong vật thể đó, và điều này là do nhiệt độ là một biến số sâu.

## Lý thuyết cơ bản
Nhiệt độ là thước đo chất lượng trạng thái của vật chất. Chất lượng có thể được coi là một thực thể trừu tượng hơn bất kỳ thang nhiệt độ cụ thể nào đo lường nó, và được một số tác giả gọi là độ nóng. Chất lượng của độ nóng chỉ trạng thái của vật chất chỉ ở một địa phương cụ thể, và nói chung, ngoài các vật thể được giữ ở trạng thái cân bằng nhiệt động ổn định, độ nóng thay đổi theo từng nơi. Không nhất thiết phải có trường hợp vật liệu ở một địa điểm cụ thể ở trạng thái ổn định và gần như đồng nhất đủ để cho phép vật liệu đó có độ nóng hoặc nhiệt độ xác định rõ. Độ nóng có thể được biểu diễn một cách trừu tượng dưới dạng đa tạp một chiều. Mỗi thang nhiệt độ hợp lệ đều có một bản đồ riêng của nó trong biểu đồ độ nóng.
Khi hai hệ thống tiếp xúc nhiệt ở cùng một nhiệt độ thì không có sự truyền nhiệt nào giữa chúng. Khi có sự chênh lệch nhiệt độ, nhiệt sẽ tự phát chảy từ hệ thống ấm hơn sang hệ thống lạnh hơn cho đến khi chúng ở trạng thái cân bằng nhiệt. Sự truyền nhiệt như vậy xảy ra bằng dẫn truyền nhiệt hoặc bức xạ nhiệt.
Các nhà vật lý thực nghiệm, ví dụ như Galileo và Newton, nhận thấy rằng có vô hạn các thang đo nhiệt độ thực nghiệm. Tuy nhiên, định luật 0 của nhiệt động lực học nói rằng tất cả chúng đều đo lường với chất lượng như nhau. Điều này có nghĩa là đối với một vật thể ở trạng thái cân bằng nhiệt động bên trong, mọi nhiệt kế đã được hiệu chuẩn chính xác, thuộc bất kỳ loại nào, khi đo nhiệt độ của vật thể, đều sẽ ghi lại một và cùng một nhiệt độ. Đối với một vật thể không ở trạng thái cân bằng nhiệt động bên trong, các nhiệt kế khác nhau có thể ghi lại các nhiệt độ khác nhau, tùy thuộc vào cơ chế hoạt động của các nhiệt kế.

### Các vật thể ở trạng thái cân bằng nhiệt động lực học
Đối với vật lý thực nghiệm, độ nóng có nghĩa là, khi so sánh bất kỳ hai vật thể nhất định nào trong các cân bằng nhiệt động lực học riêng biệt tương ứng của chúng, hai nhiệt kế thực nghiệm bất kỳ đã cho phù hợp với các số đọc thang số sẽ đồng ý với nhau về vật nóng hơn trong hai vật thể đã cho hoặc chúng có cùng nhiệt độ. Điều này không yêu cầu hai nhiệt kế phải có quan hệ tuyến tính giữa các số đọc thang đo của chúng, nhưng nó yêu cầu rằng mối quan hệ giữa các số đọc của chúng phải là đơn điệu. Có thể có một cảm giác rõ ràng về độ nóng lớn hơn, độc lập với nhiệt lượng, nhiệt động lực học và các tính chất của các vật liệu cụ thể, từ định luật dịch chuyển Wien của bức xạ nhiệt: nhiệt độ của một bể bức xạ nhiệt tỷ lệ với một hằng số phổ quát, với tần số cực đại của phổ tần số của nó; tần số này luôn dương, nhưng có thể có các giá trị có xu hướng bằng không. Bức xạ nhiệt ban đầu được xác định cho một khoang ở trạng thái cân bằng nhiệt động. Các dữ kiện vật lý này biện minh cho một tuyên bố toán học rằng độ nóng tồn tại trên một đa tạp một chiều có thứ tự. Đây là đặc điểm cơ bản của nhiệt độ và nhiệt kế đối với các vật thể ở trạng thái cân bằng nhiệt động lực học của chính chúng.
Ngoại trừ một hệ đang trải qua sự thay đổi giai đoạn bậc nhất, chẳng hạn như sự tan chảy của băng, khi một hệ kín nhận nhiệt, không thay đổi thể tích và không thay đổi trường ngoại lực tác động lên nó, nhiệt độ của nó tăng lên. Đối với một hệ thống trải qua sự thay đổi pha chậm đến mức có thể bỏ qua việc rời khỏi trạng thái cân bằng nhiệt động lực học, thì nhiệt độ của nó không đổi khi hệ thống được cung cấp nhiệt tiềm ẩn. Ngược lại, sự mất nhiệt từ một hệ kín, không thay đổi pha, không thay đổi thể tích và không thay đổi trường ngoại lực tác dụng lên nó, làm giảm nhiệt độ của nó.

### Các vật thể ở trạng thái ổn định nhưng không ở trạng thái cân bằng nhiệt động lực học
Trong khi đối với các vật thể ở trạng thái cân bằng nhiệt động lực học của riêng chúng, khái niệm nhiệt độ yêu cầu tất cả các nhiệt kế thực nghiệm phải đồng ý là nhiệt kế nào trong hai vật thể nóng hơn hoặc chúng có cùng nhiệt độ, yêu cầu này không an toàn cho các vật thể đang ở trạng thái ổn định. trạng thái mặc dù không ở trạng thái cân bằng nhiệt động. Sau đó, rất có thể là các nhiệt kế thực nghiệm khác nhau không thống nhất về việc cái nào nóng hơn, và nếu đúng như vậy, thì ít nhất một trong các vật thể không có nhiệt độ nhiệt động lực học tuyệt đối được xác định rõ ràng. Tuy nhiên, bất kỳ thân máy nhất định nào và bất kỳ nhiệt kế thực nghiệm thích hợp nào vẫn có thể hỗ trợ các khái niệm về độ nóng và nhiệt độ thực nghiệm, không tuyệt đối, cho một phạm vi quy trình thích hợp. Đây là một vấn đề để nghiên cứu trong nhiệt động lực học không cân bằng.

### Các vật thể không ở trạng thái ổn định
Khi một vật thể không ở trạng thái ổn định, thì khái niệm về nhiệt độ thậm chí còn kém an toàn hơn đối với một vật thể ở trạng thái ổn định không ở trạng thái cân bằng nhiệt động lực học. Đây cũng là một vấn đề cần nghiên cứu trong nhiệt động lực học không cân bằng.

### Tiên đề cân bằng nhiệt động lực học
Để xử lý tiên đề về cân bằng nhiệt động lực học, từ những năm 1930, người ta thường đề cập đến định luật số 0 của nhiệt động lực học. Phiên bản tối giản được tuyên bố thông thường của định luật như vậy chỉ giả định rằng tất cả các vật thể, khi kết nối nhiệt sẽ ở trạng thái cân bằng nhiệt, theo định nghĩa phải được cho là có cùng nhiệt độ, nhưng bản thân nó không thiết lập nhiệt độ như một đại lượng được biểu thị dưới dạng thực số trên thang điểm. Một phiên bản thông tin vật lý hơn của định luật như vậy xem nhiệt độ thực nghiệm như một biểu đồ trên đa tạp độ nóng. Trong khi định luật số 0 cho phép định nghĩa nhiều thang nhiệt độ thực nghiệm khác nhau, thì định luật thứ hai của nhiệt động lực học chọn định nghĩa về một nhiệt độ tuyệt đối ưu tiên duy nhất, duy nhất cho đến một hệ số tỷ lệ tùy ý, khi đó được gọi là nhiệt độ nhiệt động lực học. Nếu nội năng được coi là hàm của thể tích và entropi của một hệ đồng nhất ở trạng thái cân bằng nhiệt động lực học, thì nhiệt độ tuyệt đối nhiệt động lực học xuất hiện dưới dạng đạo hàm riêng của nội năng đối với entropi ở thể tích không đổi. Điểm gốc tự nhiên, nội tại hoặc điểm rỗng của nó là độ không tuyệt đối mà tại đó entropy của bất kỳ hệ thống nào là nhỏ nhất. Mặc dù đây là nhiệt độ tuyệt đối thấp nhất được mô tả bởi mô hình, định luật thứ ba của nhiệt động lực học cho rằng không thể đạt được độ không tuyệt đối bởi bất kỳ hệ vật lý nào.

## Nhiệt dung
Khi một năng lượng truyền đến hoặc từ một cơ thể chỉ là nhiệt, trạng thái của cơ thể sẽ thay đổi. Tùy thuộc vào môi trường xung quanh và các bức tường ngăn cách chúng với cơ thể, cơ thể có thể có những thay đổi khác nhau. Chúng bao gồm các phản ứng hóa học, tăng áp suất, tăng nhiệt độ và thay đổi pha. Đối với mỗi loại biến đổi trong điều kiện xác định, nhiệt dung là tỉ số giữa nhiệt lượng truyền với độ lớn của sự thay đổi. Ví dụ, nếu sự thay đổi là sự tăng nhiệt độ ở thể tích không đổi, không thay đổi pha và không thay đổi hóa học, thì nhiệt độ của cơ thể tăng lên và áp suất của nó tăng lên. Nhiệt lượng truyền, ΔQ, chia cho sự thay đổi nhiệt độ quan sát được, ΔT, là nhiệt dung của vật thể ở thể tích không đổi:
{\displaystyle C_{V}={\frac {\Delta Q}{\Delta T}}.}
Nếu nhiệt dung được đo cho một lượng chất xác định rõ thì nhiệt dung riêng là nhiệt lượng cần thiết để tăng nhiệt độ của một lượng chất đó thêm một đơn vị nhiệt độ. Ví dụ, để tăng nhiệt độ của nước thêm một kelvin (bằng một độ C) thì cần 4186 jun trên kilogam (J / kg).

## Đo lường

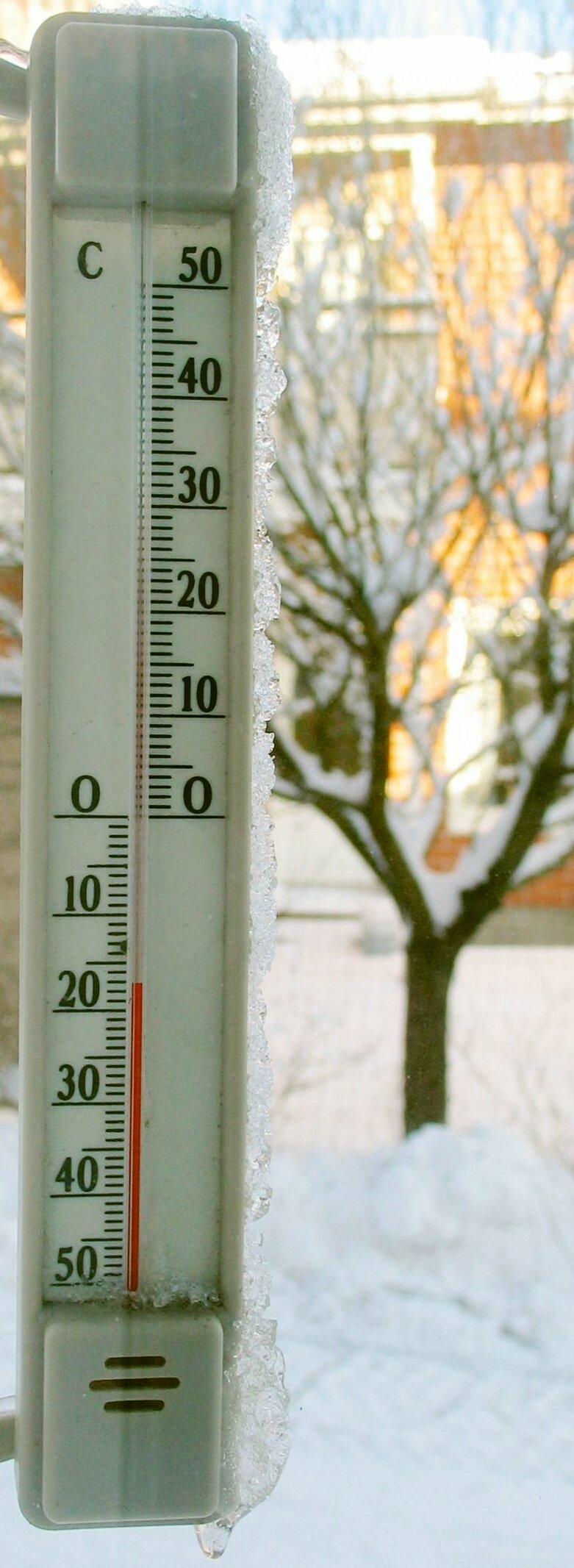
Một nhiệt kế độ C điển hình đo nhiệt độ ngày mùa đông là −17

Phép đo nhiệt độ bằng cách sử dụng nhiệt kế khoa học hiện đại và thang đo nhiệt độ ít nhất là vào đầu thế kỷ 18, khi Gabriel Fahrenheit điều chỉnh nhiệt kế (chuyển sang thủy ngân) và một thang đo do Ole Christensen Rømer phát triển. Thang đo Fahrenheit vẫn đang được sử dụng ở Hoa Kỳ cho các ứng dụng phi khoa học.
Nhiệt độ được đo bằng nhiệt kế có thể được hiệu chuẩn theo nhiều thang nhiệt độ. Ở hầu hết thế giới (ngoại trừ Belize, Myanmar, Liberia và Hoa Kỳ), thang độ C được sử dụng cho hầu hết các mục đích đo nhiệt độ. Hầu hết các nhà khoa học đo nhiệt độ bằng thang độ C và nhiệt độ nhiệt động lực học bằng thang Kelvin, là độ lệch thang độ C sao cho điểm rỗng của nó bằng 0 K = −27315 °C, hoặc độ không tuyệt đối. Nhiều lĩnh vực kỹ thuật ở Hoa Kỳ, đặc biệt là công nghệ cao và các thông số kỹ thuật của liên bang Hoa Kỳ (dân dụng và quân sự), cũng sử dụng thang đo Kelvin và độ C. Các lĩnh vực kỹ thuật khác ở Mỹ cũng dựa vào thang đo Rankine (thang đo độ F đã thay đổi) khi làm việc trong các lĩnh vực liên quan đến nhiệt động lực học như đốt cháy.

### Các đơn vị
Đơn vị cơ bản của nhiệt độ trong Hệ đơn vị quốc tế (SI) là Kelvin. Nó có ký hiệu K.
Đối với các ứng dụng hàng ngày, thường thuận tiện khi sử dụng thang độ C, trong đó 0 °C tương ứng rất gần với điểm đóng băng của nước và 100 °C là điểm sôi của nó ở mực nước biển. Bởi vì các giọt chất lỏng thường tồn tại trong các đám mây ở nhiệt độ dưới 0 °C, 0 °C được xác định rõ hơn là điểm nóng chảy của nước đá. Trong thang đo này, chênh lệch nhiệt độ 1 độ C giống như 1kelvin tăng 1kelvin, nhưng thang đo được bù đắp bởi nhiệt độ tại đó nước đá tan chảy (27315 K).
Theo thỏa thuận quốc tế, cho đến tháng 5 năm 2019, thang độ Kelvin và độ C được xác định bằng hai điểm cố định: độ không tuyệt đối và điểm ba của Nước đại dương trung bình tiêu chuẩn Vienna, là nước được pha chế đặc biệt với sự pha trộn cụ thể của các đồng vị hydro và oxy. Độ không tuyệt đối được định nghĩa chính xác là 0 K và −27315 °C Đó là nhiệt độ tại đó tất cả chuyển động tịnh tiến cổ điển của các hạt bao gồm vật chất chấm dứt và chúng ở trạng thái nghỉ hoàn toàn trong mô hình cổ điển. Tuy nhiên, về mặt cơ học lượng tử, chuyển động điểm 0 vẫn còn và có một năng lượng liên kết, năng lượng điểm không. Vật chất ở trạng thái cơ bản, và không chứa nhiệt năng. Nhiệt độ 27316 K và 001 °C được định nghĩa là điểm ba của nước. Định nghĩa này phục vụ các mục đích sau: nó cố định độ lớn của kelvin là chính xác 1 phần trong 273,16 phần của sự khác biệt giữa độ không tuyệt đối và điểm ba của nước; nó xác định rằng một kelvin có độ lớn chính xác bằng một độ trên thang độ C; và nó thiết lập sự khác biệt giữa các điểm rỗng của các thang đo này là 27315 K (0 K = −27315 °C và 27316 K = 001 °C). Kể từ năm 2019, đã có một định nghĩa mới dựa trên hằng số Boltzmann, nhưng các thang đo hầu như không thay đổi.
Ở Hoa Kỳ, thang đo Fahrenheit được sử dụng rộng rãi. Trên thang điểm này, điểm đóng băng của nước tương ứng với 32 °F và điểm sôi đến 212 °F Thang đo Rankine, vẫn được sử dụng trong các lĩnh vực kỹ thuật hóa học ở Hoa Kỳ, là một thang đo tuyệt đối dựa trên gia số Fahrenheit.

#### Chuyển đổi
Bảng sau đây cho thấy các công thức chuyển đổi nhiệt độ cho các chuyển đổi sang và từ thang độ C.

### Vật lý plasma
Lĩnh vực vật lý plasma đề cập đến các hiện tượng có bản chất điện từ liên quan đến nhiệt độ rất cao. Thông thường, biểu thị nhiệt độ dưới dạng năng lượng bằng đơn vị electronvolt (eV) hoặc kiloelectronvolt (keV). Năng lượng, có thứ nguyên khác với nhiệt độ, sau đó được tính là tích của hằng số Boltzmann và nhiệt độ, {\displaystyle E=k_{\text{B}}T}. Sau đó, 1 eV tương ứng với 11605 K.Trong quá trình nghiên cứu vật chất QCD, người ta thường gặp các nhiệt độ có bậc vài trăm MeV, tương đương với khoảng 1012 K.

## Nền tảng lý thuyết
Về mặt lịch sử, có một số cách tiếp cận khoa học để giải thích nhiệt độ: mô tả nhiệt động lực học cổ điển dựa trên các biến thực nghiệm vĩ mô có thể đo được trong phòng thí nghiệm; lý thuyết động học của khí liên quan đến mô tả vĩ mô với sự phân bố xác suất của năng lượng chuyển động của các hạt khí; và một giải thích vi mô dựa trên vật lý thống kê và cơ học lượng tử. Ngoài ra, các phương pháp xử lý toán học nghiêm ngặt và thuần túy đã cung cấp một cách tiếp cận tiên đề đối với nhiệt động lực học và nhiệt độ cổ điển. Vật lý thống kê cung cấp sự hiểu biết sâu sắc hơn bằng cách mô tả hành vi nguyên tử của vật chất và suy ra các tính chất vĩ mô từ các trung bình thống kê của các trạng thái vi mô, bao gồm cả trạng thái cổ điển và lượng tử. Trong mô tả vật lý cơ bản, sử dụng các đơn vị tự nhiên, nhiệt độ có thể được đo trực tiếp bằng đơn vị năng lượng. Tuy nhiên, trong các hệ thống đo lường thực tế dành cho khoa học, công nghệ và thương mại, chẳng hạn như hệ đơn vị mét hiện đại, mô tả vĩ mô và hiển vi có mối quan hệ với nhau bởi hằng số Boltzmann, một hệ số tỷ lệ cân bằng nhiệt độ với động năng trung bình vi mô.
Mô tả vi mô trong cơ học thống kê dựa trên một mô hình phân tích một hệ thống thành các hạt vật chất cơ bản của nó hoặc thành một tập hợp các dao động cơ cổ điển hoặc cơ lượng tử và coi hệ thống như một tập hợp thống kê của các vi vật chất. Là một tập hợp các hạt vật chất cổ điển, nhiệt độ là thước đo năng lượng trung bình của chuyển động, gọi là động năng, của các hạt, cho dù ở dạng rắn, lỏng, khí hay plasmas. Động năng, một khái niệm của cơ học cổ điển, là một nửa khối lượng của một hạt nhân với bình phương tốc độ của nó. Trong cách giải thích cơ học về chuyển động nhiệt này, động năng của các hạt vật chất có thể nằm trong vận tốc của các hạt chuyển động tịnh tiến hoặc dao động của chúng hoặc trong quán tính của các chế độ quay của chúng. Trong các chất khí hoàn hảo về mặt giải phẫu và, gần đúng, trong hầu hết các chất khí, nhiệt độ là thước đo động năng trung bình của hạt. Nó cũng xác định hàm phân phối xác suất của năng lượng. Trong vật chất cô đặc, và đặc biệt là chất rắn, mô tả cơ học thuần túy này thường ít hữu ích hơn và mô hình dao động cung cấp mô tả tốt hơn để giải thích các hiện tượng cơ lượng tử. Nhiệt độ xác định sự chiếm hữu thống kê của các vi hạt trong quần thể. Định nghĩa vi mô của nhiệt độ chỉ có ý nghĩa trong giới hạn nhiệt động lực học, nghĩa là đối với các tập hợp lớn của các trạng thái hoặc các hạt, để đáp ứng các yêu cầu của mô hình thống kê.
Động năng cũng được coi là một thành phần của nhiệt năng. Năng lượng nhiệt có thể được phân chia thành các thành phần độc lập do bậc tự do của các hạt hoặc các phương thức của bộ dao động trong hệ nhiệt động lực học. Nhìn chung, số lượng những bậc tự do mà có sẵn cho equipartitioning năng lượng phụ thuộc vào nhiệt độ, tức là khu vực năng lượng của tương tác đang được xem xét. Đối với chất rắn, nhiệt năng liên quan chủ yếu với dao động của các nguyên tử hoặc phân tử của nó về vị trí cân bằng của chúng. Trong một chất khí lý tưởng, động năng chỉ được tìm thấy trong chuyển động tịnh tiến của các hạt. Trong các hệ thống khác, chuyển động dao động và chuyển động quay cũng đóng góp bậc tự do.

### Thuyết động học chất khí

Có thể hiểu lý thuyết về nhiệt độ trong khí lý tưởng từ lý thuyết Động học.

Maxwell và Boltzmann đã phát triển một lý thuyết động học mang lại sự hiểu biết cơ bản về nhiệt độ trong chất khí. Lý thuyết này cũng giải thích định luật khí lý tưởng và nhiệt dung quan sát được của các chất khí đơn thể (hoặc 'khí trơ').

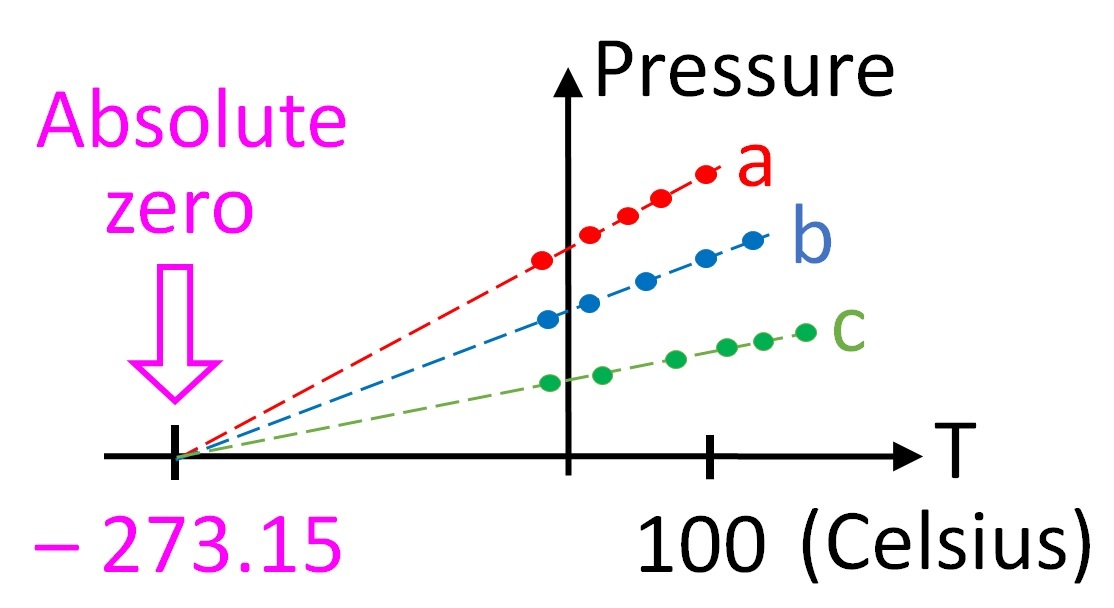
Đồ thị của áp suất và nhiệt độ cho ba mẫu khí khác nhau được ngoại suy về độ không tuyệt đối

Định luật khí lý tưởng dựa trên các mối quan hệ thực nghiệm quan sát được giữa áp suất (p), thể tích (V) và nhiệt độ (T), và được công nhận từ rất lâu trước khi lý thuyết động học của chất khí được phát triển (xem định luật Boyle và Charles). Định luật khí lý tưởng phát biểu như sau:
{\displaystyle pV=nRT,}
với n là số mol khí và R = 8,314462618... J⋅mol−1⋅K−1 . .   J⋅mol −1 ⋅K −1  là hằng số khí.
Mối quan hệ này cho chúng ta gợi ý đầu tiên rằng có một số không tuyệt đối trong thang nhiệt độ, bởi vì nó chỉ đúng nếu nhiệt độ được đo trên một thang tuyệt đối như Kelvin's. Định luật khí lý tưởng cho phép người ta đo nhiệt độ trên thang đo tuyệt đối này bằng nhiệt kế khí. Nhiệt độ tính bằng kelvins có thể được định nghĩa là áp suất tính bằng pascal của một mol khí trong bình chứa một mét khối, chia cho hằng số khí.
Mặc dù nó không phải là một thiết bị đặc biệt tiện lợi, nhưng nhiệt kế khí cung cấp một cơ sở lý thuyết thiết yếu để tất cả các nhiệt kế có thể được hiệu chuẩn. Trong thực tế, không thể sử dụng nhiệt kế khí để đo nhiệt độ không tuyệt đối vì các chất khí có xu hướng ngưng tụ thành chất lỏng rất lâu trước khi nhiệt độ bằng không. Tuy nhiên, có thể ngoại suy về độ không tuyệt đối bằng cách sử dụng định luật khí lý tưởng, như thể hiện trong hình.
Lý thuyết động học giả định rằng áp suất là do lực liên kết với các nguyên tử riêng lẻ tác động lên các bức tường, và tất cả năng lượng là động năng tịnh tiến. Sử dụng một lập luận đối xứng phức tạp, Boltzmann đã suy ra cái mà ngày nay được gọi là hàm phân phối xác suất Maxwell-Boltzmann cho vận tốc của các hạt trong khí lý tưởng. Từ hàm phân phối xác suất đó, động năng trung bình (trên mỗi hạt) của khí lý tưởng dạng đơn nguyên tử là 
{\displaystyle E_{\text{k}}={\frac {1}{2}}mv_{\text{rms}}^{2}={\frac {3}{2}}k_{\text{B}}T,}
trong đó hằng số Boltzmann k B là hằng số khí lý tưởng chia cho số Avogadro, và {\displaystyle v_{\text{rms}}={\sqrt {\left\langle v^{2}\right\rangle }}} là tốc độ căn bậc hai bình phương trung bình. Do đó, định luật khí lý tưởng phát biểu rằng nội năng tỷ lệ thuận với nhiệt độ. Tỷ lệ thuận giữa nhiệt độ và nội năng là một trường hợp đặc biệt của định lý phân chia, và chỉ nằm trong giới hạn cổ điển của khí lý tưởng. Nó không giữ cho hầu hết các chất, mặc dù đúng là nhiệt độ là một hàm đơn điệu (không giảm) của nội năng.

### Định luật 0 của nhiệt động lực học
Khi hai vật thể cô lập khác được kết nối với nhau bằng một con đường vật chất cứng không thấm vào vật chất, thì sẽ có sự truyền năng lượng tự phát dưới dạng nhiệt từ vật nóng hơn sang vật lạnh hơn của chúng. Cuối cùng, chúng đạt đến trạng thái cân bằng nhiệt lẫn nhau, trong đó quá trình truyền nhiệt chấm dứt, và các biến trạng thái tương ứng của các vật thể đã ổn định trở nên không thay đổi.
Một phát biểu của định luật 0 của nhiệt động lực học là nếu hai hệ đều ở trạng thái cân bằng nhiệt với hệ thứ ba, thì chúng cũng cân bằng nhiệt với nhau.
Tuyên bố này giúp xác định nhiệt độ nhưng bản thân nó không hoàn thiện định nghĩa. Nhiệt độ thực nghiệm là một thang số cho độ nóng của hệ nhiệt động lực học. Tính nóng như vậy có thể được định nghĩa là tồn tại trên một ống góp một chiều, trải dài giữa nóng và lạnh. Đôi khi định luật số 0 được phát biểu bao gồm sự tồn tại của đa tạp độ nóng phổ quát duy nhất, và các thang số trên đó, để cung cấp một định nghĩa đầy đủ về nhiệt độ thực nghiệm. Để phù hợp với phép đo nhiệt thực nghiệm, vật liệu phải có mối quan hệ đơn điệu giữa độ nóng và một số biến trạng thái dễ đo, chẳng hạn như áp suất hoặc thể tích, khi tất cả các tọa độ liên quan khác được cố định. Một hệ thống đặc biệt thích hợp là khí lý tưởng, có thể cung cấp thang nhiệt độ phù hợp với thang Kelvin tuyệt đối. Thang đo Kelvin được xác định trên cơ sở định luật thứ hai của nhiệt động lực học.

### Định luật thứ hai của nhiệt động lực học
Để thay thế cho việc xem xét hoặc xác định định luật số 0 của nhiệt động lực học, sự phát triển lịch sử trong nhiệt động lực học là xác định nhiệt độ theo định luật thứ hai của nhiệt động lực học liên quan đến entropy. Định luật thứ hai tuyên bố rằng bất kỳ quá trình nào cũng sẽ dẫn đến không thay đổi hoặc làm tăng thực entropy của vũ trụ. Điều này có thể hiểu theo nghĩa xác suất.
Ví dụ, trong một loạt các lần tung đồng xu, một hệ thống có thứ tự hoàn hảo sẽ là một hệ thống trong đó mọi lần tung đều xuất hiện mặt ngửa hoặc mọi lần tung đều có mặt sấp. Điều này có nghĩa là kết quả luôn là kết quả giống nhau 100%. Ngược lại, nhiều kết quả hỗn hợp (rối loạn) có thể xảy ra và số lượng của chúng tăng lên theo mỗi lần tung. Cuối cùng, sự kết hợp của ~ 50% ngửa và ~ 50% sấp chiếm ưu thế và thu được một kết quả khác biệt đáng kể với 50/50 ngày càng trở nên khó xảy ra. Do đó hệ thống tiến triển một cách tự nhiên đến trạng thái rối loạn tối đa hoặc rối loạn entropy.
Vì nhiệt độ chi phối sự truyền nhiệt giữa hai hệ thống và vũ trụ có xu hướng tiến tới cực đại của entropi, người ta cho rằng có một số mối quan hệ giữa nhiệt độ và entropi. Động cơ nhiệt là thiết bị biến đổi nhiệt năng thành cơ năng mang lại hiệu quả công việc. và phân tích động cơ nhiệt Carnot cung cấp các mối quan hệ cần thiết. Công của động cơ nhiệt ứng với hiệu giữa nhiệt lượng đưa vào hệ ở nhiệt độ cao qH và nhiệt lượng trích ra ở nhiệt độ thấp qC. Hiệu suất là công chia cho nhiệt lượng đầu vào: 

| {\displaystyle {\text{efficiency}}={\frac {w_{\text{cy}}}{q_{\text{H}}}}={\frac {q_{\text{H}}-q_{\text{C}}}{q_{\text{H}}}}=1-{\frac {q_{\text{C}}}{q_{\text{H}}}},} | \| \| \| \| \| \| \| \| | (4) |
| |                         |     |
| |                         |     |
trong đó w cy là công việc được thực hiện mỗi chu kỳ. Hiệu suất chỉ phụ thuộc vào q C / q H. Vì q C và q H tương ứng với sự truyền nhiệt ở các nhiệt độ T C và T H tương ứng, q C / q H nên một số hàm của các nhiệt độ này: 

| {\displaystyle {\frac {q_{\text{C}}}{q_{\text{H}}}}=f\left(T_{\text{H}},T_{\text{C}}\right).} | \| \| \| \| \| \| \| \| | (5) |
|                                                                                               |                         |     |
|                                                                                               |                         |     |
Định lý Carnot phát biểu rằng tất cả các động cơ đảo chiều hoạt động giữa cùng một bình chứa nhiệt đều có hiệu suất như nhau. Do đó, động cơ nhiệt hoạt động trong khoảng thời gian từ T 1 đến T 3 phải có cùng hiệu suất với động cơ gồm hai chu kỳ, một giữa T 1 và T 2, và chu kỳ thứ hai giữa T 2 và T 3. Điều này chỉ có thể xảy ra nếu
{\displaystyle q_{13}={\frac {q_{1}q_{2}}{q_{2}q_{3}}},}
nghĩa là
{\displaystyle q_{13}=f\left(T_{1},T_{3}\right)=f\left(T_{1},T_{2}\right)f\left(T_{2},T_{3}\right).}
Vì chức năng thứ nhất độc lập với T 2 nên nhiệt độ này phải triệt tiêu ở phía bên phải, nghĩa là f (T 1, T 3) có dạng g (T 1) / g (T 3) (tức là f(T1, T3) = f(T1, T2)f(T2, T3) = g(T1)/g(T2) · g(T2)/g(T3) = g(T1)/g(T3)), trong đó g là hàm của một nhiệt độ duy nhất. Một thang nhiệt độ hiện có thể được chọn với thuộc tính thỏa mãn

| {\displaystyle {\frac {q_{\text{C}}}{q_{\text{H}}}}={\frac {T_{\text{C}}}{T_{\text{H}}}}.} | \| \| \| \| \| \| \| \| | (6) |
|                                                                                            |                         |     |
|                                                                                            |                         |     |
Việc thay thế (6) trở lại (4) cho một mối quan hệ đối với hiệu suất về mặt nhiệt độ:

| {\displaystyle {\text{efficiency}}=1-{\frac {q_{\text{C}}}{q_{\text{H}}}}=1-{\frac {T_{\text{C}}}{T_{\text{H}}}}.} | \| \| \| \| \| \| \| \| | (7) |
| |                         |     |
| |                         |     |
Đối với T C = 0  hiệu suất là 100% và hiệu suất đó lớn hơn 100% dưới 0K. Vì hiệu suất lớn hơn 100% vi phạm định luật đầu tiên của nhiệt động lực học, điều này ngụ ý rằng 0K là nhiệt độ nhỏ nhất có thể. Trên thực tế, nhiệt độ thấp nhất từng thu được trong một hệ thống vĩ mô là 20 nK, đã đạt được vào năm 1995 tại NIST. Trừ phần bên phải của (5) khỏi phần giữa và sắp xếp lại ta được
{\displaystyle {\frac {q_{\text{H}}}{T_{\text{H}}}}-{\frac {q_{\text{C}}}{T_{\text{C}}}}=0,}
trong đó dấu trừ cho biết nhiệt thoát ra từ hệ thống. Mối quan hệ này cho thấy sự tồn tại của một hàm trạng thái, S, được xác định bởi 

| {\displaystyle dS={\frac {dq_{\text{rev}}}{T}},} | \| \| \| \| \| \| \| \| | (8) |
|                                                  |                         |     |
|                                                  |                         |     |
trong đó chỉ số phụ chỉ ra một quá trình có thể đảo ngược. Sự thay đổi của chức năng trạng thái này xung quanh bất kỳ chu kỳ nào cũng bằng không, như cần thiết cho bất kỳ chức năng trạng thái nào. Hàm này tương ứng với entropy của hệ thống, đã được mô tả trước đây. Sắp xếp lại (8) đưa ra một công thức cho nhiệt độ về các phần tử bán nghịch đảo vô số thập phân hư cấu của entropi và nhiệt:

| {\displaystyle T={\frac {dq_{\text{rev}}}{dS}}.} | \| \| \| \| \| \| \| \| | (9) |
|                                                  |                         |     |
|                                                  |                         |     |
Đối với một hệ, trong đó entropi S (E) là một hàm của năng lượng E của nó, nhiệt độ T được cho bởi

| {\displaystyle T^{-1}={\frac {d}{dE}}S(E),} | \| \| \| \| \| \| \| \| | (10) |
|                                             |                         |      |
|                                             |                         |      |
tức là nghịch đảo của nhiệt độ là tốc độ tăng của entropi đối với năng lượng.